# Acraeini
Acraeini es una tribu de lepidópteros, mariposas de la familia Nymphalidae.

## Géneros[1]
- Abananote (Potts, 1943)
- Acraea (Fabricius, 1807) – Acraeas
- Actinote (Hübner, 1819)
- Altinote (Potts, 1943)
- Bematistes (Hemming, 1935)
- Cethosia (Fabricius, 1807) – Lacewings
- Miyana (Felder, 1860)
- Pardopsis (Trimen, 1887)